# Риман, Фриц (шахматист)
Фриц Риман (нем. Fritz Riemann; 2 января 1859, около Свидница — 25 ноября 1932, Эрфурт) — немецкий шахматист.
По профессии — городской советник. Он был учеником Адольфа Андерсена. Наиболее успешно выступал в 1880-е годы. На конгрессе западнонемецкого шахматного союза в Брауншвейге в 1880 году занял 2-е место после Л. Паульсена. В том же году в Берлине сыграл матч с Э. Шаллопом, который закончился вничью — 3 : 3 (+2 −2 =2). В 1888 году в Лейпциге на турнире в честь 40-летия шахматного общества «Augustea» перед последним туром лидировал, опережая ближайшего преследователя К. Барделебена на очко. Неожиданно в партии последнего тура против Ж. Мизеса он отказался от предложенной ничьей и проиграл, упустив единоличную победу в турнире.
Проживал в Бреслау, затем в Берлине, потом переехал в Эрфурт.

## Спортивные результаты
| Год  | Город        | Соревнование                                      | + | − | = | Результат | Место |
| ---- | ------------ | ------------------------------------------------- | - | - | - | --------- | ----- |
| 1876 | Бреслау      | Матч с А. Шоттлендером                            | 5 | 0 | 0 | 5 : 0     |       |
| 1879 | Вессельбурен | Турнир немецких шахматистов                       |   |   |   |           | ?     |
|      | Лейпциг      | 1-й конгресс Германского шахматного союза         | 6 | 5 | 0 | 6 из 11   | 5     |
| 1880 | Брауншвейг   | 13-й конгресс Западногерманского шахматного союза |   |   |   |           | 2     |
|      | Берлин       | Матч с Э. Шаллопом                                | 2 | 2 | 2 | 3 : 3     |       |
| 1881 | Берлин       | 2-й конгресс Германского шахматного союза         | 4 | 7 | 5 | 6½ из 16  | 13—14 |
| 1883 | Нюрнберг     | 3-й конгресс Германского шахматного союза         | 7 | 4 | 7 | 10½ из 18 | 6—7   |
| 1885 | Гамбург      | 4-й конгресс Германского шахматного союза         | 9 | 7 | 1 | 9½ из 17  | 8—9   |
|      | Бреслау      | Матч с Э. Флексигом                               |   |   |   | 5 : 5     |       |
| 1888 | Лейпциг      | Турнир немецких мастеров                          | 5 | 1 | 1 | 5½ из 7   | 1—2   |